# Peperomia suchitanensis
Peperomia suchitanensis är en pepparväxtart som beskrevs av Trel. & Standley. Peperomia suchitanensis ingår i släktet peperomior, och familjen pepparväxter. Inga underarter finns listade i Catalogue of Life.